# Ungarischer Grenzzaun

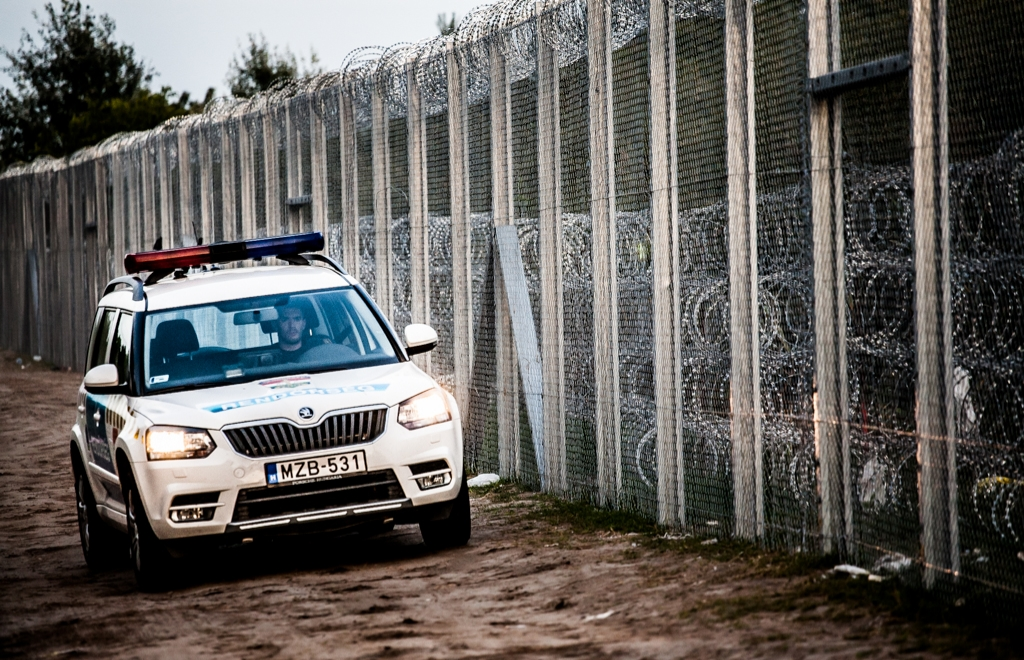
Grenzpatrouille an der Anlage

Der ungarische Grenzzaun (ungarisch Déli határzár ‚Südgrenzzaun‘, offiziell Határőrizeti célú ideiglenes kerítés ‚Provisorischer Zaun zu Grenzkontrollzwecken‘) ist eine Grenzbarriere, die Ungarn als Reaktion auf die Migrationszüge 2015 an der serbischen und kroatischen Grenze errichtet hat. Er soll das illegale Übertreten der ungarischen Grenze verhindern. Die Zahl der Grenzübertritte hat sich nach Errichtung des Zauns stark verringert.

## Vorgeschichte und Rahmenbedingungen
Ungarn war das erste ehemals kommunistische Land der Region, das die Genfer Flüchtlingskonvention ratifizierte, und wurde während der Jugoslawienkriege nach dem Zusammenbruch Jugoslawiens vom UNHCR für seine Flüchtlingspolitik gelobt.

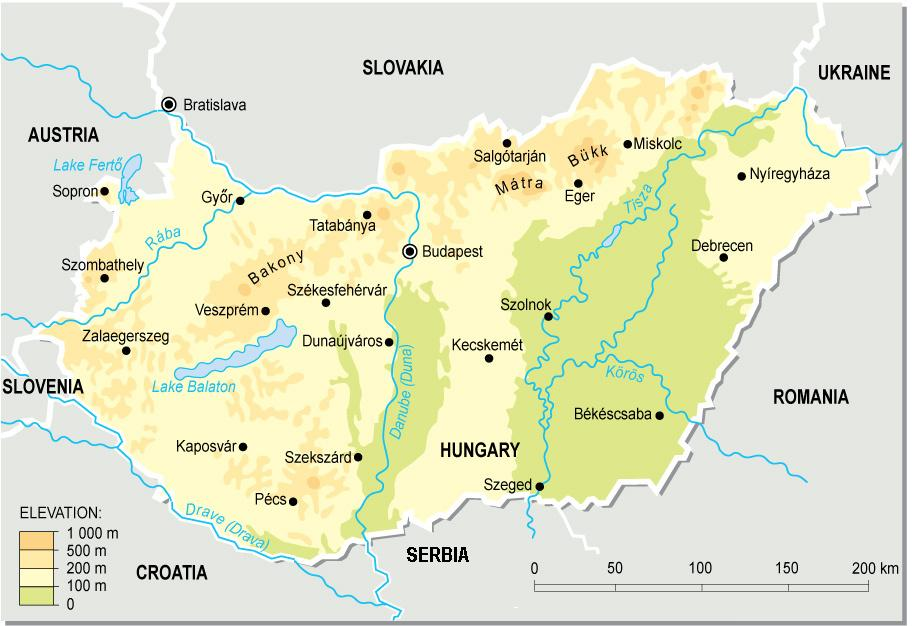
Allgemeine geographische Karte

Seit dem EU-Beitritt 2004 (EU-Osterweiterung) hat Ungarn eine EU-Außengrenze. Ungarn ist seit dem 21. Dezember 2007 Teil des Schengen-Raums. Ungarns Außengrenze ist 2009 km lang. Davon grenzen an Österreich 366, an die Slowakei 515, an die Ukraine 103, an Rumänien 443, an Serbien 151, an Kroatien 329 und an Slowenien 102 Kilometer. Kroatien ist seit 2013 EU-Mitglied und gehört seit Anfang 2023 zum Schengenraum, Rumänien seit Anfang 2025.
Die Route Serbien–Ungarn war eine der Hauptrouten für Schlepperei (Balkanroute).
2013 führte die EU-Agentur Frontex die Aktion Neptune durch, um Ungarn zu unterstützen. Österreich und Deutschland entsendeten aushelfende Polizeitruppen für Grenzkontrollen nach Ungarn und nach Serbien.
Mit der Flüchtlingskrise in Europa wurde die Durchlässigkeit dieser Grenze für Ungarn und andere westeuropäische Länder ein Problem. Während in den späteren 2000ern und beginnenden 2010ern der westliche Mittelmeerraum im Fokus der Maßnahmen stand (spanische Kanaren und Ceuta/Melilla, dann Malta und Italiens Sizilien), verlagerten sich die Ströme nach dem Arabischen Frühling in Libyen 2011, ohne dass sich ein stabiles Staatswesen etabliert hätte, zunehmend nach Griechenland. Dieses Land steckt in einer langwierigen Wirtschaftskrise und ist mit dem Flüchtlingsproblem weitgehend überfordert (daher werden in Griechenland ebenfalls kaum Asylwerber anerkannt, die Quote lag 2013 bei nur 3,8 %). Dazu kamen die Dürren und der Bürgerkrieg in Syrien und ab Mitte 2014 der IS-Konflikt, in Syrien waren zeitweise 7 Millionen Menschen auf der Flucht.
Hatte es 2012 noch gut 2000 Asylanträge gegeben, war Ungarn dann mit knapp 19.000 Anträgen 2013 – außer Malta – schon dasjenige EU-Schengengrenzenland mit den auf die Einwohner gerechnet meisten Asylbewerbern in Europa und sowohl in Anzahl als auch anteilsmäßig im europäischen Spitzenfeld (je Einwohner deutlich mehr als etwa Deutschland, etwa so viele wie Österreich).
In geringem Umfang wurde die Ostgrenze zudem wegen des Russisch-Ukrainischen Kriegs  zur Immigrationsroute. Dadurch stiegen die Einwanderungszahlen 2014 auf knapp 43.000, allein 13.000 im Dezember 2014. Mit 2,9 Asylanträgen pro 1000 Einwohner lag Ungarn 2014 nach Schweden auf Platz 2 in der EU. Im ersten Halbjahr 2015 erreichte die Zahl mit gut 70.000 Anträgen dann 6,7 je 1000 Einwohner (Österreich 3,3; Deutschland 2,1; Schweiz 1,4; für Ungarn hochgerechnet ergäben sich im ganzen Jahr um die 15)

Asylanträge 1. und 2. Quartal 2015, absolut (Balken) und relativ zur Bevölkerung (Färbung des Landes).

Asylanträge im gesamten Jahr 2015, absolut (Balken) und relativ zur Bevölkerung (Färbung des Landes).

Die Regierung Orbán stand für ihre Asylpolitik oft in der Kritik. 2013 erhielten nur 7,9 % der Asylbewerber Asyl (der drittniedrigste Wert in Europa), und 2014 nur 1 %. Ungarn wies darauf hin, als Immigrationsland kaum attraktiv zu sein und als Station nach Westeuropa benutzt zu werden.
10 % aller Anträge wurden Anfang 2015 direkt abgewiesen (Aufenthaltsverbote, frühere Anträge in anderen Ländern u. a.). August 2015 trat ein verkürztes Asylverfahren in Kraft, mit dem „Wirtschaftsflüchtlinge“ innerhalb von 14 Tagen abgeschoben werden können.  2015 ging die Anerkennungsquote auf 0,6 % (146 von 25.000) zurück.
Zusätzlich übten besonders Deutschland und Österreich unter Berufung auf die Dublin-II/III-Regelungen Druck auf Ungarn aus, da über die Balkanroute ein beträchtlicher Teil der nach den Dublin-Regelungen illegaler Einwanderer einreiste, was in den Ländern zu innenpolitischen Spannungen führte. Ungarn ging wegen des monierten Flüchtlingsschwunds dazu über, versperrte Anhaltelager gemeinsam für Neuankömmlinge wie Schubhäftlinge zu installieren, sodass Asylbewerber teilweise ihr gesamtes mehrmonatiges Asylverfahren unter haftähnlichen Bedingungen verbringen. Insbesondere wurden ab den gesetzlichen Verschärfungen Ende 2010 auch Dublin-Rückkehrer als „irregulär“ Einreisende inhaftiert und wegen ihrer Missachtung der ungarischen Asylverfahren teils direkt abgeschoben. Deutsche Gerichte untersagten deshalb wiederholt Rücküberstellungen nach Ungarn.
Nach UNHCR-Kritik und Verurteilung in Straßburg rückte Ungarn wieder von dieser Praxis ab. Österreich drohte im Juni 2015 an, wieder Grenzkontrollen zu Ungarn aufzunehmen.
Ungarn lehnte im Juni 2015 eine gemeinsame Quotenregelung für alle Staaten ab und wies auf das Dublin-Abkommen hin: Ungarn sei eigentlich gar nicht für die Erstaufnahme zuständig; der Großteil aller Flüchtlinge sei über Griechenland in die EU eingereist und dorthin rückzuüberstellen, was Griechenland ablehnte und was wegen der dortigen Zustände von anderen EU-Ländern nicht praktiziert wurde. Als die ungarische Regierung Juni 2015 ankündigte, keine Rücküberstellungen mehr anzunehmen, wurde sie des Abkommensbruchs bezichtigt.
Ab Anfang 2015 wurde die Registrierung von Flüchtlingen in Griechenland zunehmend eingeschränkt, spätestens, als auf den Ägäisinseln Kos und Lesbos die Lage eskalierte. Die sich verbreitende Nachricht vom ungarischen Grenzzaun trug dazu bei, eine Massenflucht nach Norden auszulösen.
Neben Ungarn und Griechenland waren die Nicht-EU-Transitländer der Balkanroute Nordmazedonien und Serbien von der Situation zeitweise überfordert und ließen die Menschen passieren. An der serbisch-ungarischen Grenze kamen 2015 zeitweise tausende Flüchtlinge täglich an.
Mazedonien rief im späteren August den Ausnahmezustand aus, weil es des Andrangs nicht mehr Herr wurde. Es befestigte seine Grenze zu Griechenland mit einem Grenzzaun.
In serbischen Grenzdörfern zu Ungarn herrschten auf Sammel- und Warteplätzen ohne jegliche Infrastruktur ebenfalls katastrophale Zustände.
Während der Hitzewelle des Sommers 2015 waren von den Ägäisinseln über das griechische Festland und den Balkan bis zur österreichischen Erstaufnahmestelle Traiskirchen hunderttausende Menschen unter schwierigen Bedingungen auf der Balkanroute unterwegs.
Ungarn hat seine Migrations- und Flüchtlingspolitik verschärft.

## Bau

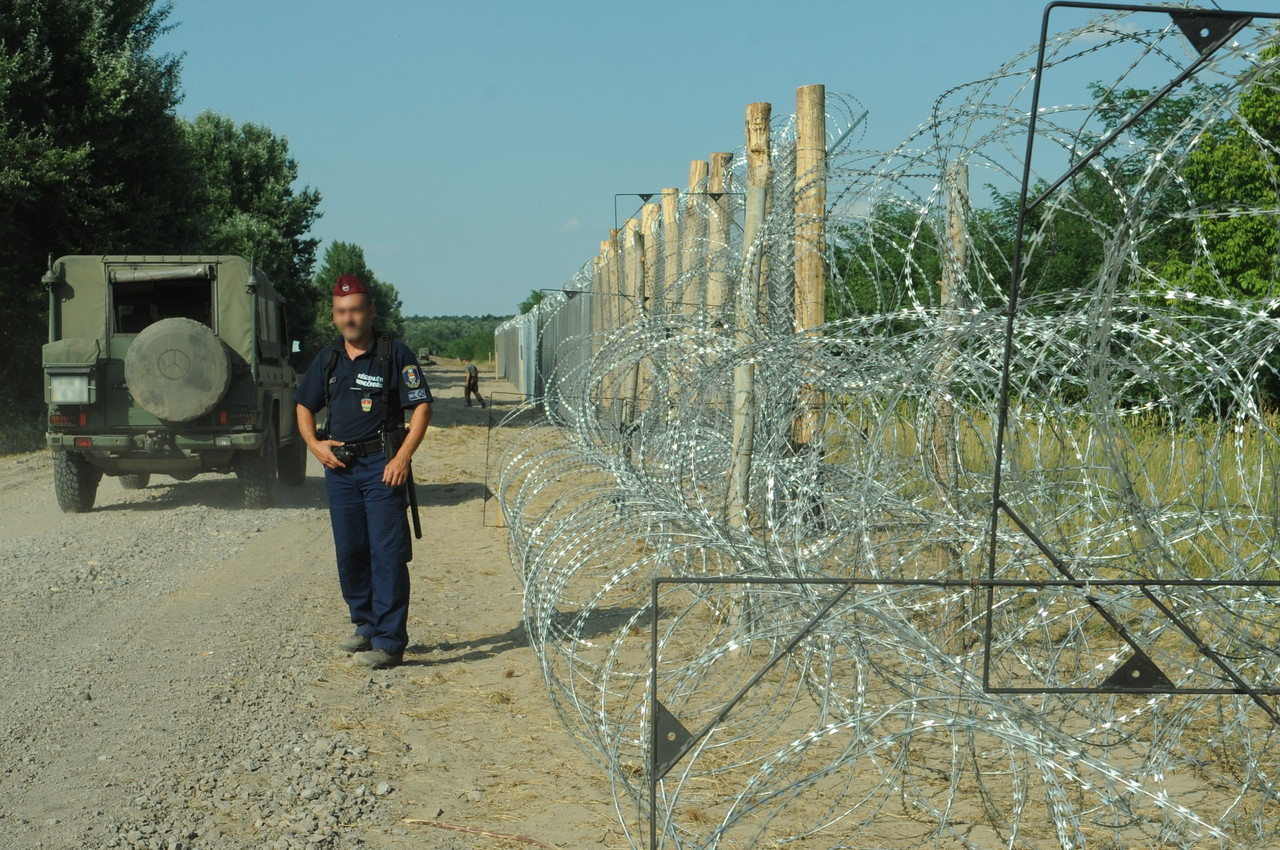
Ausführungsvarianten, Juli 2015

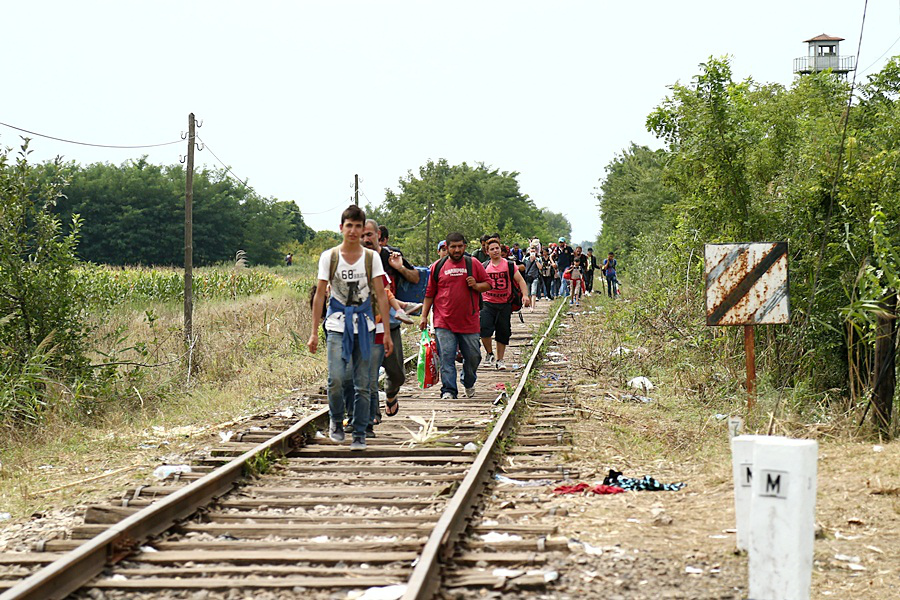
Migranten auf dem Bahnstück Röszke–Horgoš, August 2015

Angesichts der Lage in der Flüchtlingskrise ordnete die ungarische Regierung per 17. Juni an, die Grenze zu Serbien mit einem Grenzzaun zu sichern. Neu war diese Idee für die EU nicht, so sind die nordafrikanischen Enklaven Spaniens, Ceuta und Melilla durch massive Zaunanlagen gesichert, die im Zuge der Frontex-Mission Hera 2006 auf bis zu sechs Meter Höhe gezogen wurden. Auch an der griechisch-türkischen Grenze (seit 2012) und der bulgarisch-türkischen Grenze (ab 2014) stehen solche Bauwerke (weshalb sich die Migration von der Türkei auf die griechischen Ägäisinseln und die Westbalkanroute verlagert hat).
Die Grenze zwischen den Ländern Ungarn und Serbien ist 175 km lang, der Zaun erstreckt sich über die volle Länge. Für den Bau wurde ein Gesetz erlassen, das einen 10-Meter-Streifen entlang der Grenze zu angemessener Entschädigung „für den Schutz der Staatsgrenze“ enteignet. Das betrifft etwa eine Million Quadratmeter Privatgrund, gezahlt werden Kompensationen von 160–170 Forint (ca. 0,50 Euro)/m².
Gebietsweise verläuft der Zaun etwa 100 Meter von der eigentlichen Grenze entfernt. Dort besteht auf ungarischem Boden schon Asylrecht. In den Zaun eingelassene Gatter sollen einen geregelten Einlass von Flüchtlingen ermöglichen. Eine Problemstelle sind die Eisenbahnlinien, die nicht gesperrt werden können. Bezüglich von Naturschutzgebieten, die sich bis an die Grenze erstrecken, und auch Tierwanderkorridoren des Natura-2000-Konzepts sind technische Lösungen geplant, so wurden im Nationalpark Kiskunság keine massiven Fundamente gelegt, um erdlebende Tiere nicht zu behindern.

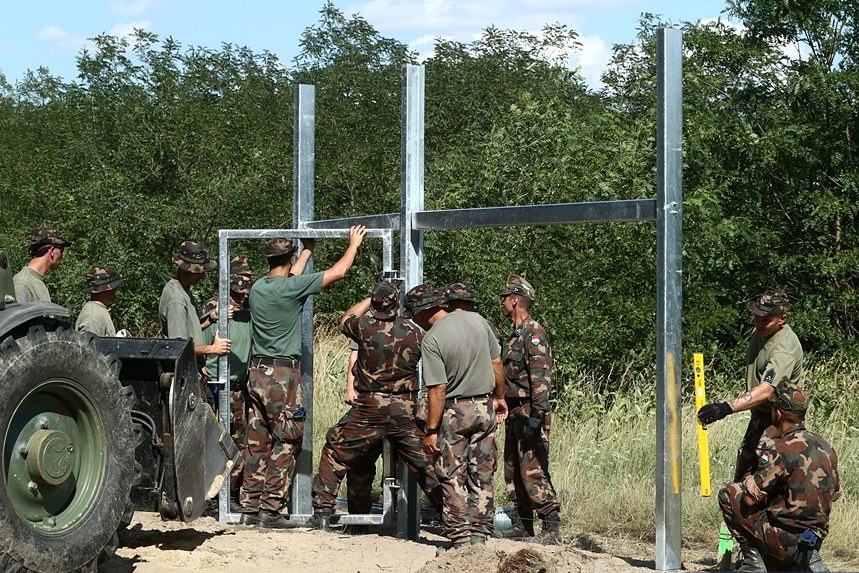
Militärkräfte im Baueinsatz, Juli 2015

Budgetiert war das Projekt mit 6,5 Milliarden Forint (21 Mio. Euro). Die Kosten begannen aber schnell zu steigen, und um in angemessener Zeit fertig zu werden, wurden dann zusätzliche 22 Milliarden Forint (gesamt 29 Mrd., 94 Mio. Euro) bereitgestellt.

Neben Militärkräften wurden auch Arbeitslose aus einem Beschäftigungsprogramm und zeitweise auch Strafgefangene eingesetzt.

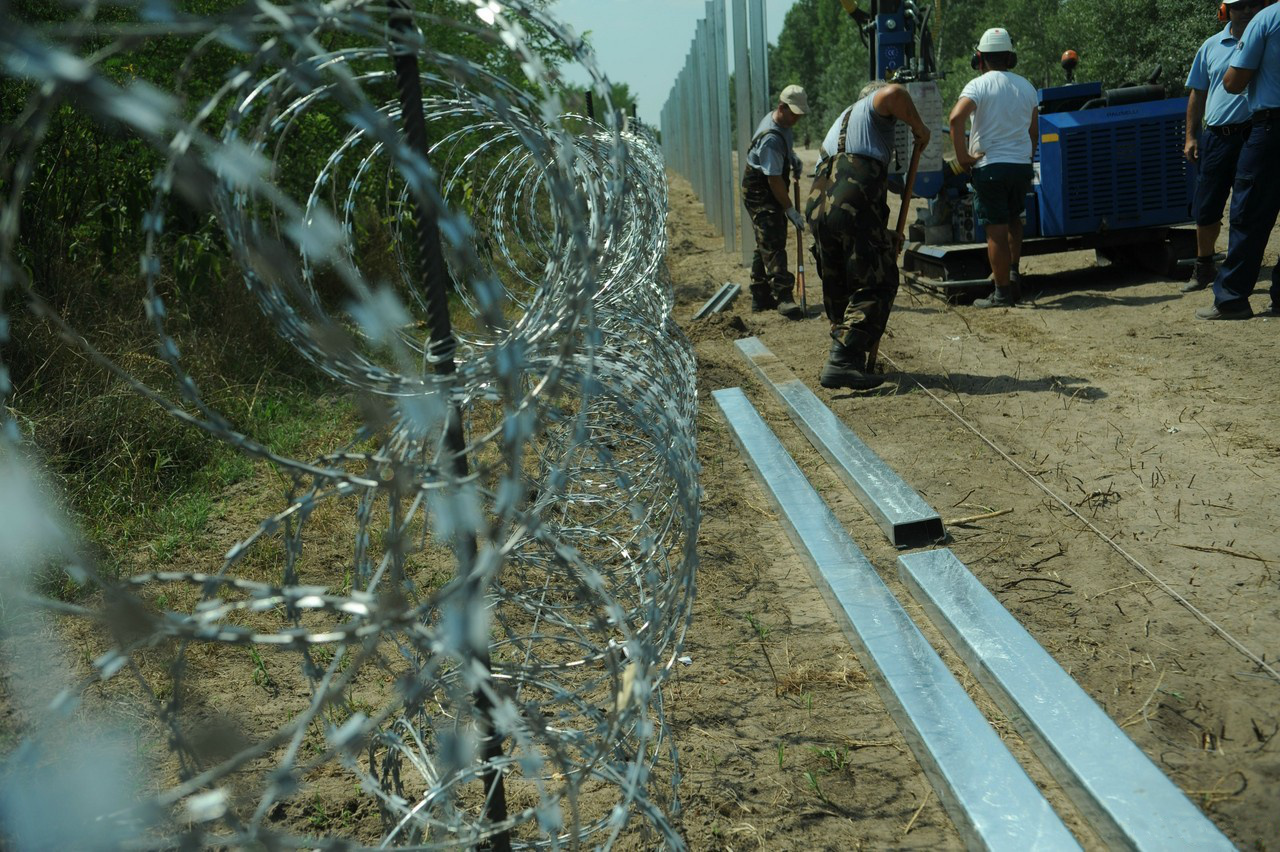
Ergänzung der Stacheldrahtrollen durch Maschendrahtzaun, August 2015

Ursprünglich sollte ein vier Meter hoher Maschendrahtzaun mit Betonfundament, Stahlgestänge und NATO-Draht-Krönung und -Fuß ausgeführt werden, der nach Aussage des Außenministers Péter Szijjártó zunächst in acht bis zehn Gegenden, die „dem Einwanderungsdruck am meisten ausgesetzt“ seien, gebaut werden würde.
Im Juli wurde zwischen Ásotthalom und dem serbischen Subotica, einem der Hotspots der Balkanroute, mit der Errichtung begonnen. Dieser Teil sollte Ende August fertiggestellt sein. Im Komitat Csongrád wurden dann auf 42 Kilometer an mehreren Abschnitten gleichzeitig Anlagen errichtet (Kübekháza, Tiszasziget, Röszke, Mórahalom).
Aus Zeitgründen wurde bald dazu übergegangen, streckenweise nur eine einfachere mannshohe Variante aus NATO-Stacheldraht zu errichten oder den hohen Zaun provisorisch anzulegen. Der endgültige Zaun wurde dann sukzessive dahinter errichtet. Diese erste Ausbaustufe war dann bis Ende August 2015 fertiggestellt.
Ungarn bedrohte Behinderungen des Baues mit bis zu 300.000 Forint (knapp 1000 €) Strafe, unbefugtes Betreten der Baustelle mit 50.000 Forint. Das Provisorium erwies sich als wenig tauglich und wurde an vielen Stellen aufgebogen oder aufgeschnitten, Beschädigung sollte deswegen mit Gefängnisstrafe geahndet werden. Die ungarische Regierung überlegte deshalb auch, eine 1200 Mann starke militärische Spezialeinheit für den Grenzeinsatz zu bilden.
Vor dem Bau gab es eine Plakat-Aktion; auf Ungarisch stand darauf z. B. „Wenn Du nach Ungarn kommst, darfst Du den Ungarn nicht ihre Arbeit wegnehmen.“
Am 14. September wurde dann auch der Endausbau fertiggestellt und auch die Bahnstrecke Subotica–Szeged, die bis zuletzt als Hauptroute der Flüchtlinge diente, mit einem Eisentor verschlossen.
Dort wurde mit einigen Containern eine Einlassschleuse geschaffen, die eine kontrollierte Registrierung von Asylbewerbern ermöglichen soll.
Ein neues Gesetz bedroht fortan den illegalen Grenzübertritt mit einer Haftstrafe von drei Jahren. Parallel wurden 4000 ungarische Soldaten an die Grenze zwischen Hódmezővásárhely und Baja verlegt, anfangs als Manöver Határozott fellépés 2015 (‚Entschlossenes Auftreten‘) als Vorbereitung für den Grenzeinsatz.
Für die beiden Bezirke Bács-Kiskun und Csongrád wurde der Krisenzustand verhängt.

## Entwicklung der Grenzübertritte
| Die zur Anzeige dieser Grafik verwendete Erweiterung wurde dauerhaft deaktiviert. Wir arbeiten aktuell daran, diese und weitere betroffene Grafiken auf ein neues Format umzustellen. (Mehr dazu) |

Nach Fertigstellung des ungarischen Grenzzauns zu Kroatien und Schließung der Grenze am 17. Oktober 2015 sank binnen 24 Stunden die Anzahl der illegalen Einwanderer von mehreren tausend auf wenige dutzend pro Tag und fiel im weiteren Jahresverlauf auf zumeist einstellige Werte.

## Seit September 2015
Kritische Reaktionen kamen von der Regierung Serbiens, aus Kroatien und aus Rumänien: letztere äußerten die Befürchtung, dass sich die Flüchtlingsströme dann in ihre Länder verlagerten, der Zaun endete am Dreiländereck zu Rumänien im flachen Land, während die 424 km lange ungarisch-rumänische Grenze nicht befestigt war. Orbán sagte im September 2015, nötigenfalls würde auch dort eine Grenzanlage gebaut. Die ungarisch-kroatische und die ungarisch-rumänische Grenze sind Schengenraum-Außengrenzen, keine EU-Außengrenzen.
Menschenrechtsorganisationen und Vertreter einiger EU-Staaten äußerten sich ablehnend, so der französische Außenminister Laurent Fabius (Kabinett Valls II) – obschon Frankreich selbst noch wenige Wochen vorher den Transit aus Italien mit massivem Polizeieinsatz behindert hatte und am Eurotunnel die Lage ebenfalls nicht unter Kontrolle hatte.
Der österreichische Europaminister Kurz (Regierung Faymann II) äußerte Verständnis für Ungarns „Einzelmaßnahmen“ angesichts der „fehlenden ganzheitlichen Lösung“ seitens der EU.
Die EU-Kommission (damals von Jean-Claude Juncker geleitet) äußerte, Europa habe wegen des Fokus auf den Mittelmeerraum die Krise am Balkan vernachlässigt, und hielt sich sonst bedeckt.
Ende August fand in Wien die Westbalkan-Konferenz statt, um ein weiteres gemeinsames Vorgehen zu diskutieren.
Im Laufe der Fertigstellung des Zaunes erreichte die Flüchtlingswelle dann mit bis zu 3000 Menschen täglich neue Rekordzahlen, wohl weil viele Flüchtlinge sowohl auf eigene Faust oder mit Hilfe von Schleppern noch versuchten, Ungarn zu erreichen. 
Der Zaun selbst zeigte anfangs nur begrenzte Wirkung; viele Migranten unterquerten ihn. Dann konzentrierten sich die Grenzübertritte zunehmend auf unversperrte Bahngleise, an denen die ungarische Polizei Sammelpunkte einrichtete, um die Migranten in Lager zu bringen. Damit entstanden neue Hotspots. Am Budapester Ostbahnhof versammelten sich viele Geflüchtete. Die Polizei gab hier nach Tumulten die Versuche auf, sie zu registrieren oder in Lager zu bringen.
Ende August verbreitete sich wegen missverständlicher Äußerungen des deutschen BAMF und der Bundeskanzlerin Merkel unter den Migranten die Meinung, Deutschland würde künftig syrischen Flüchtlingen prinzipiell Asyl ohne Prüfung und Rücksicht auf das Schengenabkommen gewähren.
Beim Auffanglager der Grenzstadt Röszke kam es zu einem massiven Polizeieinsatz mit Tränengas gegen eine Gruppe Flüchtlinge, die sich weigerten, registriert zu werden, außerdem kam es zu Massenausbrüchen.
Am 27. August wurden bei Parndorf (Österreich) in einem Schlepper-LKW 71 erstickte Flüchtlinge gefunden. Österreich verstärkte die Kontrollen nach Schleppern auf der Straße. Am Budapester Ostbahnhof kam es zu massenhaften Anstürmen auf die Züge Richtung Wien und weiter nach Bayern.
Viele tausend Menschen gingen in Fußmärschen Richtung österreichische Grenze bei Nickelsdorf. Im Laufe des Septembers öffneten Österreich und Deutschland ihre Grenzen vollständig, mit fast 100.000 Grenzgängern in wenigen Tagen. Parallel zur Fertigstellung des Zaunes räumte Ungarn das Lager Röszke und brachte 8000 Menschen an die österreichische Grenze. Dann begannen auch diese beiden Länder wie auch die Slowakei, Tschechien und Polen mit temporären Grenzkontrollen, in Österreich mit einem Assistenzeinsatz der Bundesheeres.
Es kam wieder zu diplomatischen Verwicklungen. Orbán kündigte an, auch diejenigen Flüchtlinge, die im Land Asyl ansuchen, fortan nach Serbien zurückzuschieben, es werde als sicheres Herkunftsland betrachtet. Serbien hingegen verlautbarte, es würde nur das Rückführungsabkommen als Basis akzeptieren.
An der serbisch-ungarischen Grenze bei Röszke/Horgoš stauten sich nach der endgültigen Schließung binnen eines Tages über 20.000 Menschen. Asylanträge gab es am ersten Tag nur einige Dutzend, die aber durchweg im Schnellverfahren abgewiesen wurden.  Kurzfristig saßen bis zu 1000 Flüchtlinge im serbisch-ungarischen Niemandsland fest, denen die Einreise nach Ungarn verwehrt wurde, deren Rückführung Serbien aber ablehnte. Es kam zu Tumulten und zum Einsatz von Wasserwerfern und Tränengas gegen den Durchbruch von Absperrungen und zu einer 30-tägigen Sperre des Grenzüberganges.
Der Verlauf der Balkanroute verlagerte sich nach der Grenzschließung binnen weniger Tage auf Kroatien, Slowenien und Südostösterreich. An der ungarischen Südgrenze flaute der Flüchtlingsstrom ab, die Migranten reagierten schnell auf die veränderte Situation.

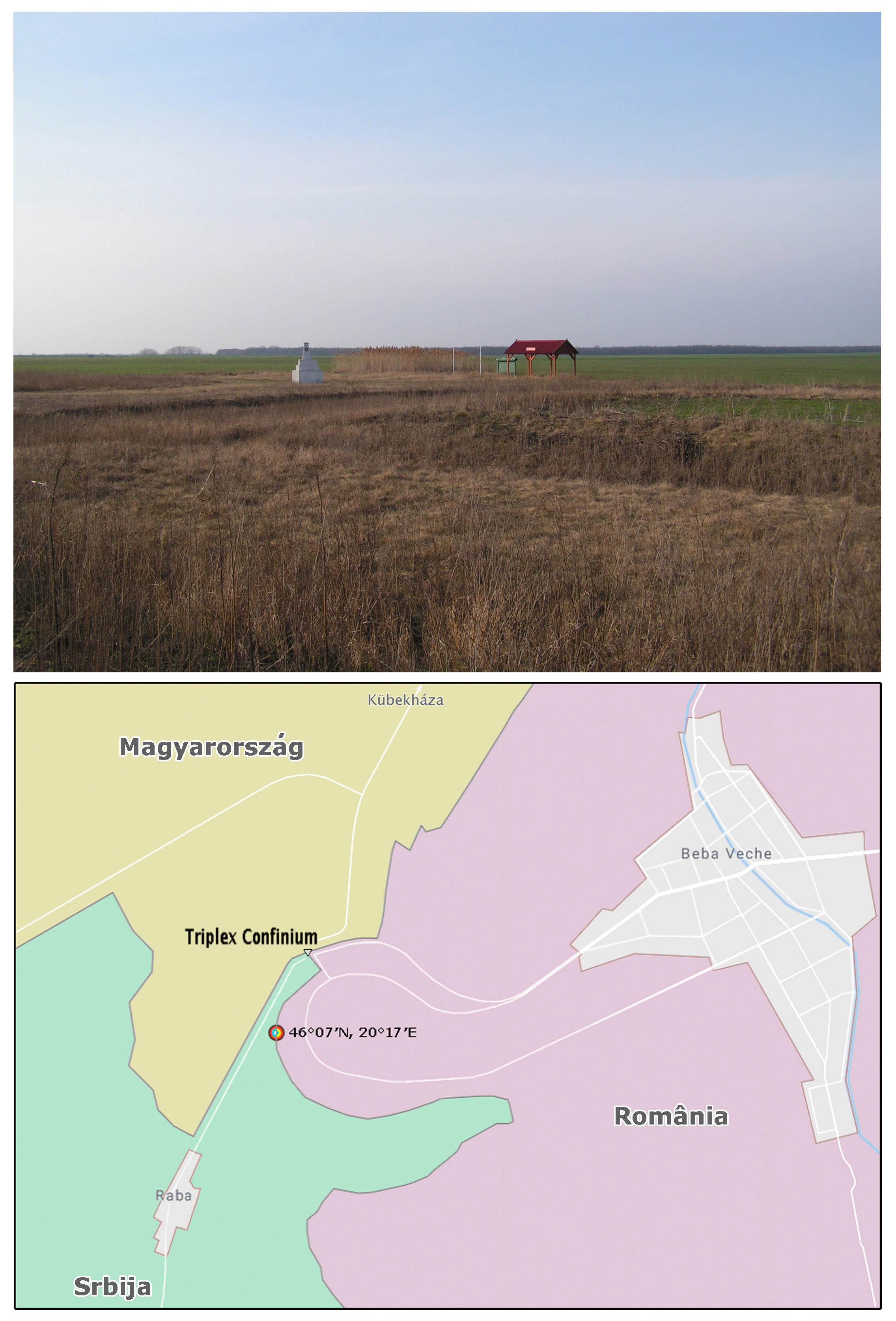
Der Triplex Confinum bei Kübekháza, vor dem Bau des Zaunes

Zeitgleich mit der Fertigstellung kündigte Außenminister Péter Szijjártó auch an, den Grenzzaun entlang der rumänischen Grenze zu verlängern, zumindest noch die etwa 20 Kilometer bis an den Fluss Maros bei Makó.
Mitte Oktober wurde dann auch an der Grenze zu Kroatien ein stückweiser Zaun errichtet, nachdem es dort zu unkontrollierten Massenübertritten gekommen war, um die Migration auf einzelne Stellen zu konzentrieren. Anders als der Serbien-Zaun sichert dieser eine Schengenraum-Außengrenze, keine EU-Außengrenze. Es gab auch temporäre Hindernisse an der Grenze zu Slowenien; am 24. September wurde am Grenzübergang Tornyiszentmiklós–Pince, im Dreiländereck Ungarn–Kroatien–Slowenien, Stacheldraht verlegt und zwei Tage später wieder abgebaut.
Bis Anfang November, nachdem die Flüchtlingszahlen ähnlich hoch wie im Spätsommer blieben, wurden auch in Deutschland vergleichbare temporäre Grenzsicherungsmaßnahmen an der Grenze zu Österreich, in Österreich zu Slowenien, in Slowenien zu Kroatien und in Kroatien an der Grenze zu Serbien diskutiert. Gebaut wurde im November ein Zaun in Slowenien zu Kroatien.
Die Zeit schrieb im März 2016, der ungarische Zaun habe so lange gut funktioniert, „wie niemand anderes Zäune baute“; seit andere Staaten entlang der Balkanroute ihre Grenzen ebenfalls geschlossen hätten, würden es wieder mehr Flüchtlinge über Ungarn versuchen.
Im September 2017 wies der Präsident der Europäischen Kommission Juncker Orbáns Ansinnen zurück, die EU solle 400 Mio. Euro, angeblich die Hälfte der Kosten für Bau und Betrieb des Grenzzaunes, bezahlen. Juncker wies u. a. darauf hin, dass Ungarn ohnehin von erheblicher europäischer Solidarität profitiert; z. B. sind aus den EU-Struktur- und Investitionsfonds für die Haushaltsperiode 2014 bis 2020 etwa 25 Milliarden Euro für Ungarn budgetiert. Dies seien mehr als 3 Prozent des jährlichen ungarischen Bruttoinlandsprodukts; in keinem Land sei der Anteil höher.

## Rechtsquellen
1. ↑  A Kormány 1401/2015. (VI. 17.) Korm. határozata a rendkívüli bevándorlási nyomás kezelése érdekében szükséges egyes intézkedésekről. Magyar Közlöny 83, 17. Juni 2015 (pdf, kozlonyok.hu).
2. ↑  2015. évi CXXVII. törvény az ideiglenes biztonsági határzár létesítésével, valamint a migrációval összefüggő törvények módosításáról. Magyar Közlöny 102, 13. Juli 2015 (pdf, kozlonyok.hu).
3. ↑  A Kormány 213/2015. (VII. 31.) Korm. rendelete a határőrizeti célú ideiglenes biztonsági határzár építésén dolgozók védelméről, továbbá az államhatárról szóló törvény szerinti közérdekű használati joggal összefüggő kártalanításról szóló 211/2015. (VII. 23.) Korm. rendelet módosításáról. Magyar Közlöny 112, 31. Juli 2015 (pdf, kozlonyok.hu).